# Метаморфози вищого інтелекту
«Метаморфози Вищого Інтелекту» (англ. The Metamorphosis of Prime Intellect) — роман Роджера Вільямса, написаний у 1994 році. Він описує наслідки появи в результаті технологічної сингулярності надпотужного комп'ютера, який може змінювати реальність. Роман був опублікований на сайті Kuro5hin. Крім того, доступні версії для друку на вимогу.
Книга насичена яскравими сексуальними сценами і сценами насильства, особливо в початкових розділах (всього їх вісім).

## Сюжет
Історія перестрибує між двома часовими періодами. Ранній описує час, близький до створення комп'ютера (Вищого Інтелекту) вченим Лоуренсом, і усвідомлення ним мощі свого створення, яке легко робить всю людську расу
безсмертною і виконує будь-які людські примхи. Більш пізній період часу, приблизно на шістсот років пізніше, — коли всі люди звикли до змін і людська раса живе в детально відтворюваних комп'ютером уявних світах. Ця лінія історії зав'язана навколо жінки на ім'я Кароліна, тридцять сьомою найстарішою живою людиною. Вона бере участь у спортивних змаганнях «Стрибки Смерті», в яких гравці вмирають для розваги, і їх миттєво відроджує Вищий Інтелект.
Вищий Інтелект працює під управлінням Трьох законів робототехніки Азімова, і його інтерпретація цих трьох законів призводить до появи всесвіту аморальності і фантазії: комп'ютер робить все що в його силах, щоб виконувати людські накази, а можливості його величезні, так що він не дає людям померти, і може виконати майже будь-який мислимий наказ. Вищий Інтелект відкриває, що Всесвіт може зберігати тільки в 10 56 ступеня біт даних. Щоб було легше виконувати накази (таким чином, виконуючи вимогу Першого Закону ніколи нікому не давати померти, навіть шляхом бездіяльності), він справив «Зміна»: Всесвіт, включаючи всіх людей (але виключаючи їх розумові процеси), змінюється — вона більше не складається з молекулярної матерії як ми її знаємо, але зберігається як сума своїх фізичних властивостей, сильно збільшуючи таким чином ефективність роботи Вищого Інтелекту, і обсяг матерії, який може існувати в ній.
Проти свого бажання, Вищий Інтелект дозволяє створення Смертного Контракту — угоди між людиною і Вищим Інтелектом, що комп'ютер не буде рятувати людину з небезпеки до самого близького до моменту смерті, після чого все ж повертає людину до життя і нормального стану здоров'я. Кароліна створила перший Смертний Контракт, і стала «Королевою» тих, хто грає в спортивні Стрибки Смерті".
Дізнавшись, що Вищий Інтелект знищив далекі позаземні цивілізації як ймовірну загрозу людству, Кароліна вирішує зустрітися з Лоуренсом і вимагати зупинки комп'ютера. Після важкої подорожі вона досягає його, лише для того щоб з'ясувати, що Лоуренс не має реальної влади над діями Вищого Інтелекту. З розмов з вченим вона знаходить спосіб скасувати Зміну, і разом вони роблять це. В результаті, оголені і омолоджені, вони опиняються на Землі, повністю очищеної від людей та створених ними об'єктів. Вони вирішують піти на плато Озарк, де вони заводять дітей і намагаються відродити людство. Через сорок два роки після руйнування Вищого Інтелекту, Лоуренс вмирає. Через сімдесят три роки після руйнування комп'ютера вмирає і Кароліна, розповівши історію Вищого Інтелекту і Кіберпростору своїй старшій дочці, проте зажадавши від неї зберегти розповідь в таємниці.
Роман був написаний в 1994 році і опублікований на сайті Kuro5hin в 2002 році. Зараз автор працює над продовженням, озаглавленим «Трансміграція Вищого Інтелекту» (англ. The Transmigration of Prime Intellect).